# Łojewo (Płoskinia)
Pour les articles homonymes, voir Łojewo.
Łojewo est un village polonais de la voïvodie de Varmie-Mazurie, dans le powiat de Braniewo.